# Гондванатитан
Гондванатитан (лат. Gondwanatitan, буквально — титан из Гондваны) — род растительноядных динозавров-завропод из клады Aeolosaurini, живших в меловом периоде на территории современной Бразилии.

## История открытия
Частично сохранившейся скелет гондванатитана обнаружили в середине 80-х годов XX века Фаусто Л. Де Соуза Кунья, палеонтолог из Национального музея Рио-де Жанейро, и исследователь Жозе Суареш. Гондванатитан жил по берегам рек, которые были распространены на территории нынешней Южной Америки.

## Характеристики
Гондванатитан сравнительно мал и легко сложен для титанозавров. Особенности скелета, в частности сочленения хвостовых позвонков, доказывают, что он значительно отличается от всех хорошо изученных титанозавров: он находится на более высокой ступени развития. Большеберцовая кость прямая, тогда как у других она изогнута. Шипы на костях хвоста направлены вверх: это предполагает, что он состоял в самом близком родстве с Aeolosaurus.